# Little Teddy Recordings
Little Teddy Recordings ist ein Münchener Independent-Label und Musikverlag. Es wurde 1991 von Andreas „Andy“ Freiberger und Armin Kasper gegründet.
Freiberger und Kasper gründeten das Label ursprünglich zur Vermarktung der Songs ihrer aufgelösten Band The Bartlebees. Nach Angaben des Labels basiert der Name des Unternehmens auf Teddybär-Figuren namens „Big Teddy“ und „Little Teddy“ aus Erzählungen der britischen Kinderschriftstellerin H. C. Cradock. Die Labelbetreiber betrieben von 2002 bis 2007 auch den Schwabinger Musikclub „Prager Frühling“ in den Räumen der ehemaligen „Babalu Bar“ (1950er Jahre bis Mitte der 1990er Jahre).

## Interpreten (Auswahl)
- Amadeus
- Das Band
- The Bartlebees
- The Bats
- Klaus Cornfield
- The Go-Betweens
- Daniel Johnston
- Koufax
- The Legends
- Pete & The Pirates
- Sickcity
- The Silly Pillows
- Sleaford Mods
- Sonofold
- Stereo Total
- Television Personalities
- Tullycraft
- The Wave Pictures